# Pramipeksol
Pramipeksól, pod zaščitenim imenom Mirapex in drugimi, je sintetični neergolinski dopaminski agonist, ki se uporablja (samostojno ali v kombinaciji z levodopo) za zdravljenje parkinsonove bolezni in sindroma nemirnih nog. Uporablja se peroralno (skozi usta).
Pramipeksol so za klinično uporabo odobrili v ZDA leta 1997. Varnost uporabe med nosečnostjo in dojenjem ni znana. Na trgu je že tudi v obliki večizvornih (generičnih) zdravil.

## Klinična uporaba
Pramipeksol se uporablja za zdravljenje parkinsonove bolezni (samostojno ali v kombinaciji z levodopo) in sindroma nemirnih nog.
V zdravljenju sindroma nemirnih nog je pramipeksol zdravilo izbora; odmerja se enkrat dnevno.

## Neželeni učinki
Pogosti neželeni učinki pramipeksola vključujejo:
- glavobol
- periferni edem[11]
- hiperalgezija (povečana občutljivost za ončutenje bolečine)
- slabost, bruhanje
- sediranost in zaspanost
- zmanjšanje apetita in posledično hujšanje
- ortostatska hipotenzija (ki se kaže kot omotica, lahko tudi kot omedlevica, zlasti ob vstajanju)
- nespečnost
- halucinacije, težave s spominom in zmedenost
- težave z nadzorovanjem gibanja
- nenormalna utrujenost in telesna slabotnost
- impulzivno-kompulzivno vedenje,[12] patološko hazardiranje, povečan libido, hiperseksualnost, kompulzivno trošenje denarja ali nakupovanje, prenajedanje[13], tudi pri bolnikioh, ki pred zdravljanjem niso izkazovali nobenih nagnjenj k takemu vedenju.[14][15][16]

Pri zdravljenju sindroma nemirnih nog z dopaminergičnimi zdravili, kot je pramipeksol, lahko pride do poslabšanje simptomov, in sicer do pojava simptomov v zgodnejših večernih urah ali celo popoldne), povečanje simptomov in njihovo razširitev na druge okončine. Raziskave kažejo, da se poslabšanje simptomov ob uporabi pramipeksola pojavi po 12. mesecih zdravljenja pri 20 % bolnikov, po 30 mesecih pa že 33 %.

## Mehanizem delovanja
Pramipeksol je dopaminski agonist, kar pomeni, da posnema delovanje dopamina. Dopamin je živčni prenašalec v tistem delu možganov, ki nadzira gibanje in koordinacijo. Pri bolnikih s parkinsonovo boleznijo pričnejo živčne celice, ki proizvajajo dopamin, odmirati, zato se količina dopamina v možganih zmanjša in posledično se pojavijo značilni simptomi v obliki težav z gibanjem (tresenje, otrplost mišic in upočasnjeno izvajanje gibov). Pramipeksol se veže na dopaminske receptorje v možganih in spodbudi možganske celice na enak način kot dopamin in s tem ublaži simptome bolezni.
Mehanizem delovanja pri sindromu nemirnih nog ni v celoti znan. Verjetno temelji prav tako na delovanju dopamina v možganih.